# صليباء أسطوانية
صليباء أسطوانية (الاسم العلمي: Sclerotinia cylindrica) هو نوع من فطريات يتبع جنس الصليباء من فصيلة الصليباوات.